# Slaget vid Peterswalde

Preussens invasion av Böhmen var ett militärt fälttåg lett av prins Henrik av Preussen under tredje schlesiska kriget (del av sjuårskriget), för att störa den österrikiska militära kapaciteten genom att angripa dess militära infrastruktur i Böhmen.

## Anfallet
Den 14 april 1759 korsade prins Henrik av Preussen Erzgebirge med två avdelningar, dels prins Henriks avdelning med 13 bataljoner och 20 skvadroner, dels general Hülsens avdelning med 8 bataljoner och 12 skvadroner.
Den 15 april nådde prins Henriks avdelning Böhmen vid Peterswalde, idag en del av Tjeckien, samtidigt som Hülsen marscherade mot Passberg. 
Peterswalde var platsen för ett av Habsburgs ammunitionsförråd. En av prins Henrik av Preussens förtrupper, under ledning av Johann Jakob von Wunsch, anföll en position som hölls av kroaterna i de habsburgska styrkorna. I skärmytslingarna drogs kroaterna ut ur sina positioner. Wunsch beordrade att allt krigsmateriel skulle förstöras; han förstörde även ett antal skepp som förtöjts på Elbe.  Wunschs styrka stannade kvar i byn över natten; dagen därpå anfölls de av den tysk-romerska styrkan under ledning av Mainz ärkebiskop; i den senare skärmytslingen tog Wunschs styrkor en officer och 22 män som fångar. Omkring 600 tyska och en del ungerska fotsoldater bevakade en skans på en höjd bortom Peterswalde. Prins Henriks förtrupp delades i två delar, varav en tog sig till Aussig (dagens Ústí nad Labem), den andra till Töpplitz (dagens Teplice); vilket tvingade försvararna till att överge sin position. Aussigs förråd förstördes och drygt 200 båtar på Elbefloden brändes. I samma veva upptäckte Hülsen att passet på Passberg var starkt bevakat av general Reinhard (I./Andlauinfanteriet, Königsegginfanteriets första bataljon, omkring 1 000 soldater och husarer, totalt över 2 800 man). Hülsen ledde sitt kavalleri runt de österrikiska positionerna och anföll dem bakifrån samtidigt som den bakre delen gick till angrepp framifrån. Österrikarna lämnade sina förskansningar och angriparna tillfångatog generalen, 51 officerare och 2 000 män tillsammans med tre fanor och två standar. Återstående delar av Reinhards styrka retirerade till Trautenau (dagens Trutnov) där det gick med Loudon.
Den 16 april återvände prins Henriks förtrupp till sin avdelning vid Welmina (sannolikt dagens Velemín). Förråden i Lobositz (dagens Lovosice), och Leitmeritz (dagens Litoměřice) beslagtogs och den nya bron vid Leitmeritz brändes. Prins Henrik marscherade därefter från Leitmeritz till Budin (dagens Budyně nad Ohří) där han förstörde ännu ett förråd. Lågorna brände olyckligtvis ner staden och orsakade en del skada. I samma veva marscherade general Hülsen till Saatz (dagens Žatec) men där hade österrikarna bränt sina förråd innan man drog sig tillbaka. Preussarna förstörde även förråd i Komotau (dagens Chomutov), Luckowitz, Liboschowitz (dagens Libochovice), Worwitzow, Postelberg (dagens Postoloprty) och Brüx (dagens Most). Under dessa fälttåg befann sig fältmarskalk greve Leopold Josef von Daun i Jermer (dagens Jaroměř). Denna räd försenade påtagligen hans övriga fälttåg den sommaren.
Den 20 april, efter att prins Henrik nått sina mål, gav han order om att retirera med drygt 3 000 fångar och anlände till Sachsen tre dagar senare.